# Liste des drapeaux de Suisse G
Pour les communes suisses commençant par G. Pour plus d'informations sur les conceptions, s'il vous plaît lire l'article d'une commune. 

Genève
Genthod
Gilly
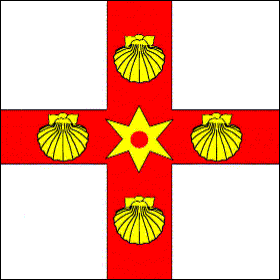
Goumoens-le-Jux
Grancy
Grandevent